# Censos de Chile

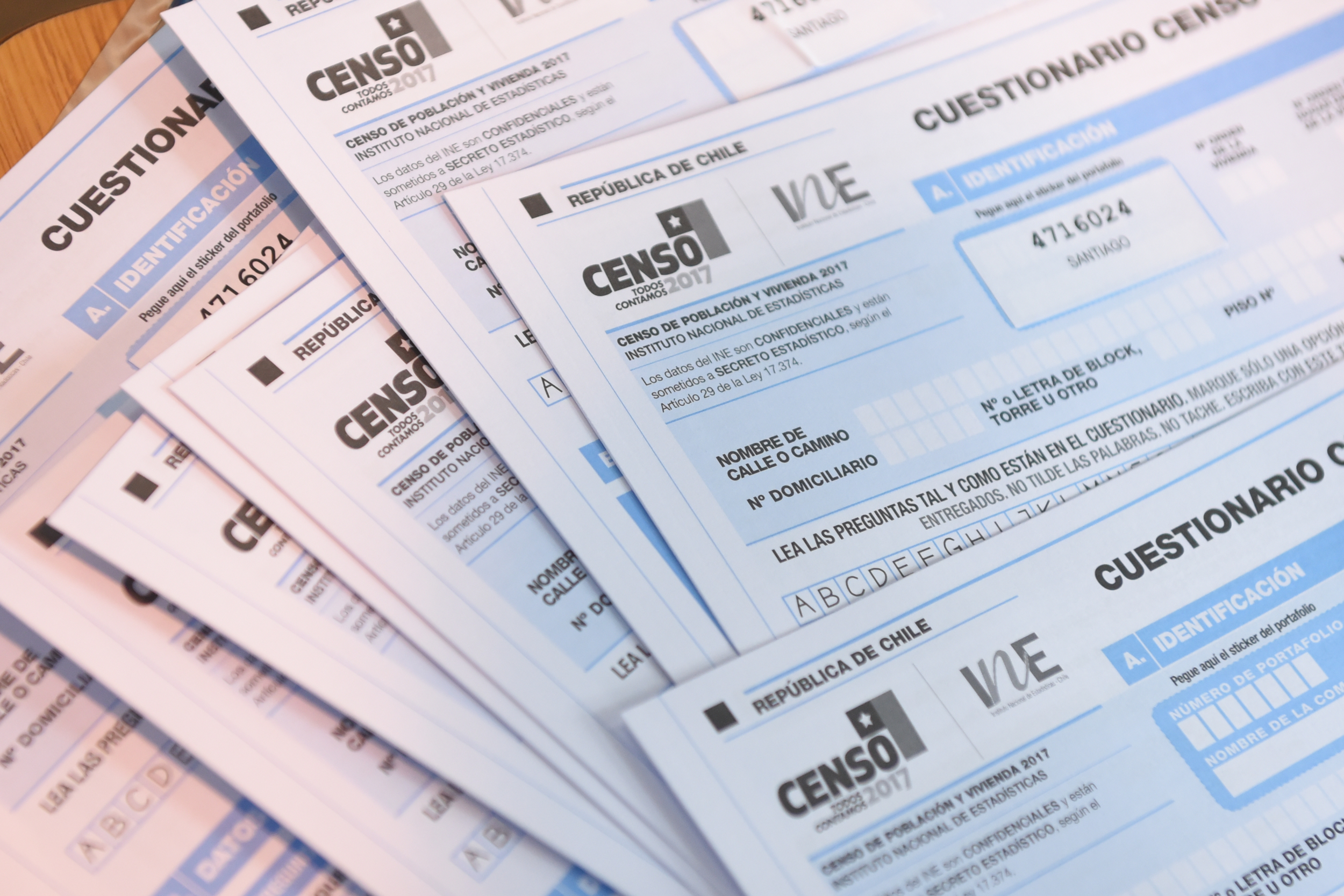
Formularios del censo chileno de 2017.

En Chile se realizan censos de población de manera más o menos sistemática desde mediados del siglo XIX, aunque anteriormente, en el periodo colonial, existieron otros intentos de empadronar a los habitantes del país. Los censos de población chilenos son denominados oficialmente Censos Nacionales de Población y Vivienda desde 1952, y su organización recae actualmente en el Instituto Nacional de Estadísticas (INE), creado en 1970 a partir de la Dirección General de Estadística.
El último censo, realizado en 2017, reveló que en Chile había 17 574 003 habitantes.

## Historia

### Antecedentes
Chile fue uno de los pocos países latinoamericanos que desde su nacimiento como república, realizó censos de población en forma más o menos sistemática. Estos se remontan a la época colonial, cuando la Corona española ejecutó empadronamientos generales en la Gobernación de Chile, con el fin de precisar las condiciones de expansión y soberanía del Rey.
Si bien desde mediados del siglo XVIII se realizaron varios recuentos parciales de población, el primero que tuvo un carácter más sistemático fue el que se realizó en el obispado de Santiago entre 1777 y 1779 por órdenes del gobernador Agustín de Jáuregui. Dicho censo tomó como unidad básica los corregimientos y, dentro de ellos, los curatos. Realizado por delegados nombrados por los corregidores, clasificó a la población en grupos sociorraciales (españoles, mestizos, mulatos, indios y negros); a su vez estas categorías se subdividieron en casados, solteros, viudos y párvulos (niños). La cifra total que arrojó el censo para todo el obispado de Santiago fue de 259 646 habitantes.
Con posterioridad, en 1784 se realizó un censo en el archipiélago de Chiloé, conocido como el Padrón de Hurtado, el que fue seguido por un recuento parcial de la población del obispado de Santiago en 1787.
En 1791 y 1793 se realizaron bajo el gobierno de Ambrosio O'Higgins nuevas estadísticas de población, que fueron confeccionadas por los eclesiásticos sobre la base de los libros parroquiales, abarcando los territorios de los obispados de Santiago y Concepción y tomando como unidad base las doctrinas, unidad territorial más pequeña. Los resultados del censo fueron: obispado de Santiago, 203 732 habitantes y obispado de Concepción, 105 114 habitantes. Entre otras fallas del censo, la cifra que se indica para el obispado de Santiago es mucho menor a lo que debiera haber sido.
En 1796 O'Higgins ordenó realizar un recuento parcial de la población indígena al sur del río Biobío, el que fue llevado a cabo secretamente por los capitanes de amigos que residían entre la población mapuche. El resultado, bastante inexacto por lo demás, entregó una cifra total de 95 304 indígenas, sin especificar más detalles.
En general, la metodología empleada en los diferentes empadronamientos de población que se realizaron durante el siglo XVIII ofrece serias dudas sobre la exactitud de los datos, especialmente en lo que refiere a la distinción entre españoles, mestizos e indígenas. Por otro lado, hay que considerar que una parte significativa de la población mestiza que existía en ese entonces rehuía el empadronamiento para evitar un mayor control de las autoridades, lo que hace que en la gran mayoría de los casos las cifras de población se encuentren subestimadas.

### SigloXIX

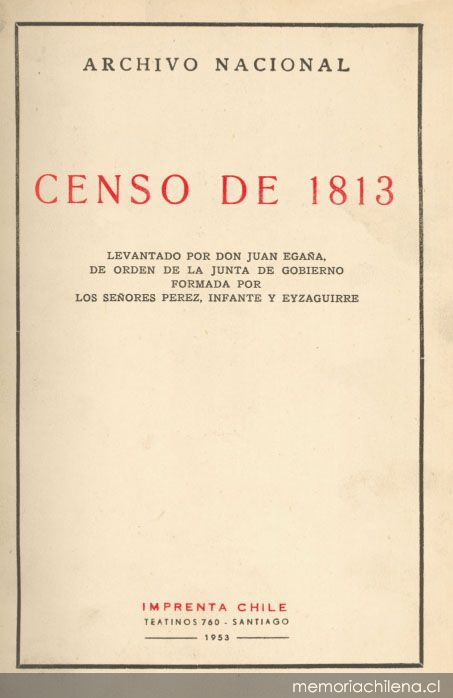
Portada del informe del Censo de 1813.

En el siglo XIX, la necesidad de contar con un catastro general de la población chilena se manifestó en los primeros años del proceso de independencia, puesto que de ello dependía la correcta organización político-administrativa del Estado, en especial para la designación de escaños en el Congreso a las distintas provincias. En 1811 la Junta de Gobierno ordenó realizar un nuevo censo, que se llevó a cabo en todo el país, a excepción de Chiloé. Dicho censo, el primero de carácter nacional, dividió a la población en las mismas categorías sociorraciales que los empadronamientos anteriores e indicó la cifra de 621 866 habitantes para todo el territorio nacional.
Los primeros censos de población en este período enfrentaron diversas dificultades, como la guerra de independencia y la reticencia de parte de la población para ser censada. En 1812 se realizó un censo en el Obispado de Concepción con base en los registros parroquiales y en 1813 se ejecutó el primer censo a nivel nacional. Pese a que este censo no contó a la población de Concepción y Santiago, por estar ocupadas por las tropas realistas, se consideró válido en cuanto a los datos arrojados para las demás provincias. Solo en 1835 se llevó a cabo el primer censo oficial, donde se estableció que la población chilena alcanzaba a 1 103 036 habitantes. Para 1843, según el censo de ese año, la población chilena era de 1 083 701 habitantes.
Conscientes de la importancia de este tipo de registro para la organización del país, las autoridades crearon ese mismo año, en el gobierno de Manuel Bulnes, la Oficina Central de Estadística y la Ley de censos. Con la creación de este organismo, el Estado fue consolidando su rol controlador de la información del país, apartando de este trabajo a la Iglesia Católica que desde la Colonia había llevado el registro a través de las partidas de bautismo, matrimonio y defunción.
Bajo la dirección de la Oficina Central de Estadísticas, los censos se ejecutaron de forma más periódica, ya que a partir de 1865 se estableció el conteo de población cada diez años. Entonces, se realizaron censos en los años 1854, 1865, 1875, 1885 y 1895.

### SigloXX
Las primeras décadas del siglo XX estuvieron marcadas por diversas dificultades. La cuestión social y sus efectos, así como las dificultades económicas atrasaron el censo que correspondía realizar en 1905 para 1907, el cual abarcó el territorio comprendido entre las provincias de Tacna y Magallanes. Durante el resto del siglo XX, los censos incorporaron como máxima los criterios de simultaneidad y universalidad, es decir, ejecutar el conteo al mismo tiempo en todo el territorio nacional, con la finalidad de profesionalizar la preparación, ejecución y entrega de datos.
Además de la estadística poblacional, también se esperaba conocer información complementaria, como religión y nivel educacional de las personas, condiciones materiales en que vivían, cantidad de bienes poseídos, entre otras cosas. Con estos criterios se llevaron a cabo los censos de 1920, 1930, 1940, 1952, 1960, 1970, 1982 y 1992.
En 1970 la institucionalidad censista cambió al crearse el Instituto Nacional de Estadísticas (INE), organismo que funciona hasta la actualidad. Por su parte, gracias a diversos adelantos tecnológicos, a partir del censo de 1982 se comenzó a utilizar computadoras y lectores ópticos para la lectura de los cuadernillos usados por los censistas para recolectar la información.

### SigloXXI
El proceso de levantamiento de datos del Censo 2012 –el primer censo de derecho y que se realizó durante un período de tres meses– fue descartado por los problemas técnicos en la obtención de datos, por lo cual tuvo que realizarse extraordinariamente un nuevo censo en 2017, volviendo a la metodología de censo de hecho realizado en un día. El próximo censo estaba proyectado para 2022, repitiendo la metodología del fallido censo de 2012. Sin embargo, la pandemia de COVID-19 obligó a postergar su realización hasta marzo de 2023, y fue nuevamente postergado en mayo de 2022, dejando fijada como fecha final en 2024.

## Lista de censos de población

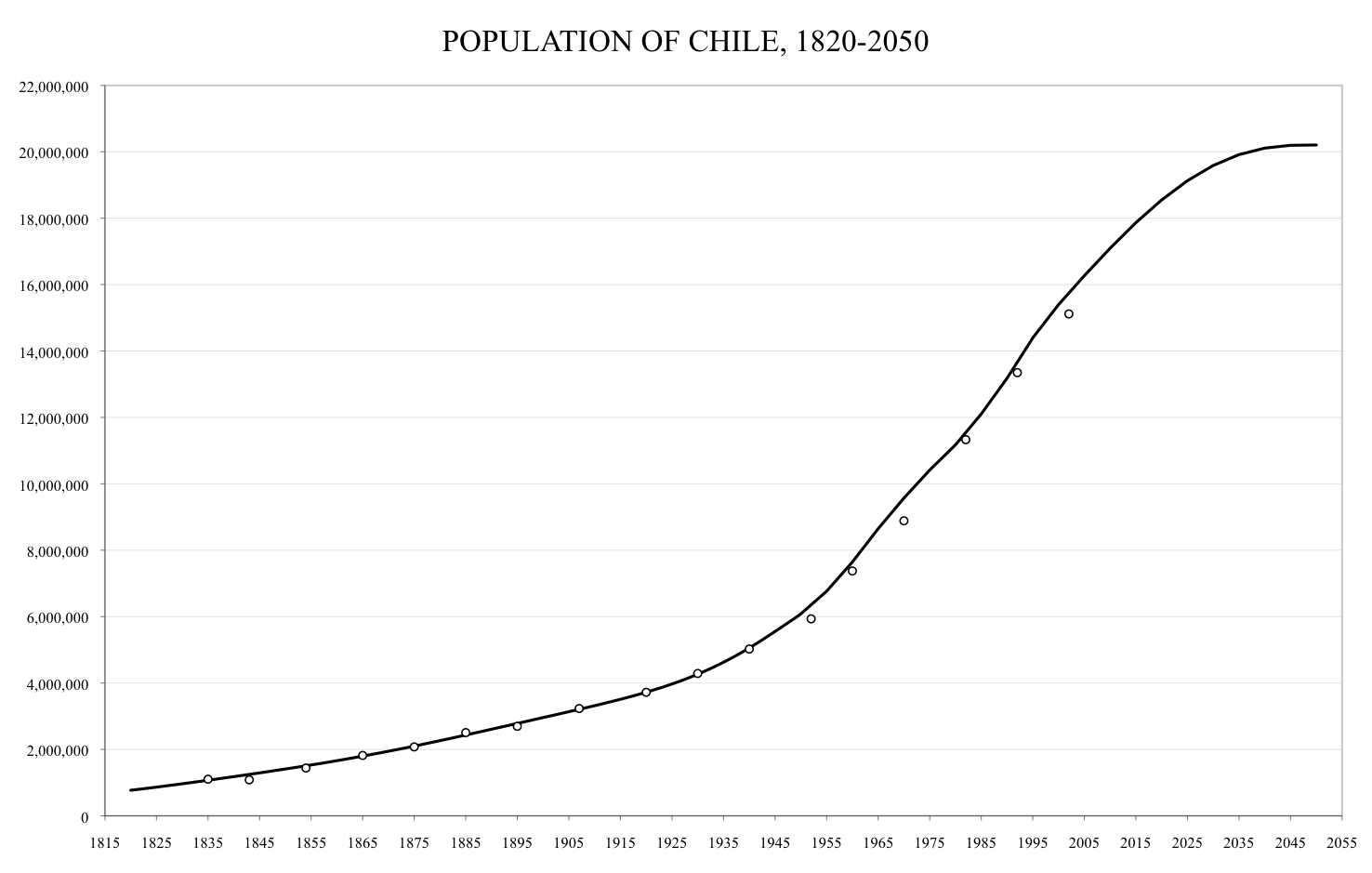
Evolución de la población de Chile (1820-2020).

| Censos de población | Censos de población    | Censos de población                                 | Censos de población         | Censos de población           |                                 |
| Año                 | Fecha                  | Nombre oficial                                      | Población nacional de hecho | Población nacional de derecho | Tasa de crecimiento media anual |
| ------------------- | ---------------------- | --------------------------------------------------- | --------------------------- | ----------------------------- | ------------------------------- |
| 1778                | 1777-1778              | Censo de la Capitanía General                       |                             |                               | -                               |
| 1813                | 1813                   | Censo de Población                                  | 823 685                     |                               | -                               |
| 1835                | 1834-1835              | I Censo General de la Población de Chile            | 1 010 336                   |                               | 0,95%                           |
| 1843                | 1 de octubre           | II Censo General de la Población de Chile           | 1 083 701                   |                               | 0,80%                           |
| 1854                | 19 de abril            | III Censo General de la Población de Chile          | 1 439 120                   |                               | 2,73%                           |
| 1865                | 19 de abril            | IV Censo General de la Población de Chile           | 1 819 223                   |                               | 2,15%                           |
| 1875                | 19 de abril            | V Censo General de la Población de Chile            | 2 075 971                   |                               | 1,33%                           |
| 1885                | 26 de noviembre        | VI Censo General de la Población de Chile           | 2 507 005                   |                               | 1,79%                           |
| 1895                | 28 de noviembre        | VII Censo General de la Población de Chile          | 2 695 625                   |                               | 0,73%                           |
| 1907                | 28 de noviembre        | VIII Censo General de la República de Chile         | 3 231 022                   |                               | 1,52%                           |
| 1920                | 15 de noviembre        | IX Censo de Población de la República de Chile      | 3 720 235                   |                               | 1,09%                           |
| 1930                | 30 de noviembre        | X Censo Nacional de Población                       | 4 287 445                   |                               | 1,42%                           |
| 1940                | 28 de noviembre        | XI Censo Nacional de Población                      | 5 023 539                   |                               | 1,60%                           |
| 1952                | 24 de abril            | XII Censo General de la Población y I de Vivienda   | 5 932 995                   |                               | 1,47%                           |
| 1960                | 29 de noviembre        | XIII Censo Nacional de Población y II de Vivienda   | 7 374 115                   |                               | 2,56%                           |
| 1970                | 22 de abril            | XIV Censo Nacional de Población y III de Vivienda   | 8 884 768                   |                               | 2,00%                           |
| 1982                | 21 de abril            | XV Censo Nacional de Población y IV de Vivienda     | 11 329 736                  | 11 323 160                    | 2,05%                           |
| 1992                | 22 de abril            | XVI Censo Nacional de Población y V de Vivienda     | 13 348 401                  | 13 265 563                    | 1,65%                           |
| 2002                | 24 de abril            | XVII Censo Nacional de Población y VI de Vivienda   | 15 116 435                  | 15 051 136                    | 1,25%                           |
| 2012                | 9 de abril-15 de julio | XVIII Censo Nacional de Población y VII de Vivienda | 16 634 603                  |                               | 0,95%                           |
| 2017                | 19 de abril            | XIX Censo Nacional de Población y VIII de Vivienda  | 17 574 003                  |                               | 1,13%                           |
| 2024                | 9 de marzo-31 de julio | XX Censo Nacional de Población y IX de Vivienda     | 18.480.432                  |                               | 0,72,%                          |

| Gráfica Histórica de la Evolución Demográfica de Chile según los Censos de Población |
| ------------------------------------------------------------------------------------ |
|                                                                                      |

## Otros censos
En Chile también se realiza un censo nacional agropecuario y forestal cada diez años, dirigido a recoger, procesar y difundir datos sobre la estructura del sector agropecuario y forestal. Los censos agropecuarios son organizados por el INE.